# Molodohvardiisk
Molodohvardiisk (em ucraniano:  Молодогвардійськ; em russo:  Молодогвардейск) é uma cidade da Ucrânia, situada no Oblast de Luhansk. Tem 28,8 km² de área e sua população em 2020 foi estimada em 22.937 habitantes.